# Mansfield (Connecticut)
Mansfield – miasto w Stanach Zjednoczonych, w stanie Connecticut, w hrabstwie Tolland.